# Vestenbergsgreuth
Vestenbergsgreuth is een plaats in de Duitse deelstaat Beieren, en maakt deel uit van het Landkreis Erlangen-Höchstadt.
Vestenbergsgreuth telt 1.569 inwoners.

## Geografie
Vestenbergsgreuth ligt in de industrieregio Mittelfranken.
Het bestaat uit: Dutendorf, Frickenhöchstadt, Frimmersdorf, Kleinweisach.
De 14 Ortsteile zijn: Burgweisach, Dietersdorf, Dutendorf, Frickenhöchstädt, Frimmersdorf, Hermersdorf, Kienfeld, Kleinweisach, Oberwinterbach, Ochsenschenkel, Pretzdorf, Unterwinterbach, Vestenbergsgreuth, Weickersdorf.
Buurgemeenten zijn (in het noorden beginnend met de klok mee):
Schlüsselfeld, Wachenroth, Lonnerstadt, Uehlfeld, Münchsteinach, Markt Taschendorf, Burghaslach.
Adelsdorf ·
Aurachtal ·
Baiersdorf ·
Bubenreuth ·
Buckenhof ·
Eckental ·
Gremsdorf ·
Großenseebach ·
Hemhofen ·
Heroldsberg ·
Herzogenaurach ·
Heßdorf ·
Höchstadt a.d.Aisch ·
Kalchreuth ·
Lonnerstadt ·
Marloffstein ·
Möhrendorf ·
Mühlhausen ·
Oberreichenbach ·
Röttenbach ·
Spardorf ·
Uttenreuth ·
Vestenbergsgreuth ·
Wachenroth ·
Weisendorf